# Live in Berlin (Ludovico Einaudi)
Live In Berlin è un album del pianista italiano Ludovico Einaudi registrato dal vivo, durante il tour dell'album Divenire, nella Philharmonie Kammermusiksaal di Berlino nel settembre del 2007 e pubblicato nel 2008.

## Tracce
CD 1
Musiche di Ludovico Einaudi.
1. Svanire – 7:46
2. Uno – 4:49
3. Divenire – 7:14
4. Rose – 4:42
5. Ascolta – 5:04
6. Oltremare – 14:05
7. Andare – 9:51
8. L'Origine Nascosta – 3:09
9. Primavera – 7:40

Durata totale: 64:20
CD 2
Musiche di Ludovico Einaudi.
1. La Nascita – 4:28
2. Le Onde – 4:46
3. Eden Roc – 7:45
4. Monday – 6:46
5. In Un'Altra Vita – 11:20

Durata totale: 35:05